# Шмид, Карл Адольф
Карл Адольф Шмид (19 января 1804 — 23 мая 1887) — немецкий педагог, отец Георга Карловича Шмида.

## Биография
Родился в Вюртемберге в семье пастора. С детства готовится к карьере священнослужителя: в 1817—1821 годах учился в семинарии, в 1821—1828 годах — в высшей семинарии в Тюбингене. Уже к концу получения образования там заинтересовался филологией больше, чем богословием, и в феврале 1825 года, когда его отец неожиданно умер, принял решение оставить богословие (хотя и успел завершить образование), перейдя преподавателем в латинскую школу в Бесингейме. В 1829 году перешёл в Гёппинген, в 1838 году — в Эслинген. Там он заведовал местной латинской школой на протяжении четырнадцати лет. В 1852 году стал директором гимназии в Ульме, в 1859 году — в Штутгарте, в том же году став членом комитета местной молодёжной военной организации. С 1862 по 1867 год возглавлял также королевский спортивно-педагогический колледж Вюртемберга. К концу 1850-х годов считался одним из самых известных и авторитетных педагогов Германии.
В своей педагогической деятельности Шмид преследовал две основных задачи: 1) нравственное воспитание учащихся, основанное на принципах религии и философии; 2) основательное ознакомление с древними языками, причём в изучении их обращалось внимание не столько на грамматические явления и реалии, сколько на нравственное величие античного писателя и выводимых им лиц. Наряду с этим Шмид придавал большое значение физическому развитию своих воспитанников, самостоятельно преподавал как языки, так и гимнастику и охотно устраивал с учениками во внеурочное время как близкие, так и отдалённые экскурсии.
Литературная деятельность Шмида началась с сочинения «Die Hamiltonische Frage» (1838), где, руководствуясь собственным опытом, он доказывал необходимость: 1) приучать ученика с самого начала рассматривать язык как нечто живое, одушевлённое; 2) предоставлять учащимся возможность выводить законы чужих языков, по возможности самостоятельно. На основании этих принципов им были составлены греческая хрестоматия (в соавторстве с профессором Мецгером) и «Vorübungen zur Einleitung in die griechische Syntax» (обе книги достигли в 1888 году 5-го издания). Педагогические воззрения Шмида всего полнее отразились в изданном им по поводу 50-летнего юбилея службы сборнике своих речей и статей («Aus Schule und Zeit», 1875), одна из которых («Ein Süddentsches Gymnasium»; русский перевод в «Журнале Министерства Народного Просвещения», 1875) признавалась «неисчерпаемым источником наставлений для директоров и учителей гимназий и вместе с тем лучшим памятником собственной деятельности Шмида».
Наиболее прославившими Шмида работами были «Enzyklopädie des gesammten Erziehungs und Unterrichtswesens» (закончена в 1875 году) и «Geschichte der Erziehung vom Anfang an bis auf unsere Zeit». Это последнее сочинение (в V томах, распадающихся, кроме первого, на несколько отделений) было доведено до конца благодаря деятельному участию сына Шмида, Георга Карла, который не только дал для этого издания ряд выдающихся исследований, но и сумел привлечь к нему целый ряд сведущих сотрудников. Слава Шмида как педагога вышла за пределы его отечества: так, Министерство народного просвещения Российской империи неоднократно посылало ему на рассмотрение проекты реформ учебного дела.

## Источник
- Малеин А. И. Шмид, Карл Адольф // Энциклопедический словарь Брокгауза и Ефрона : в 86 т. (82 т. и 4 доп.). — СПб., 1890—1907.